# Arte marginal

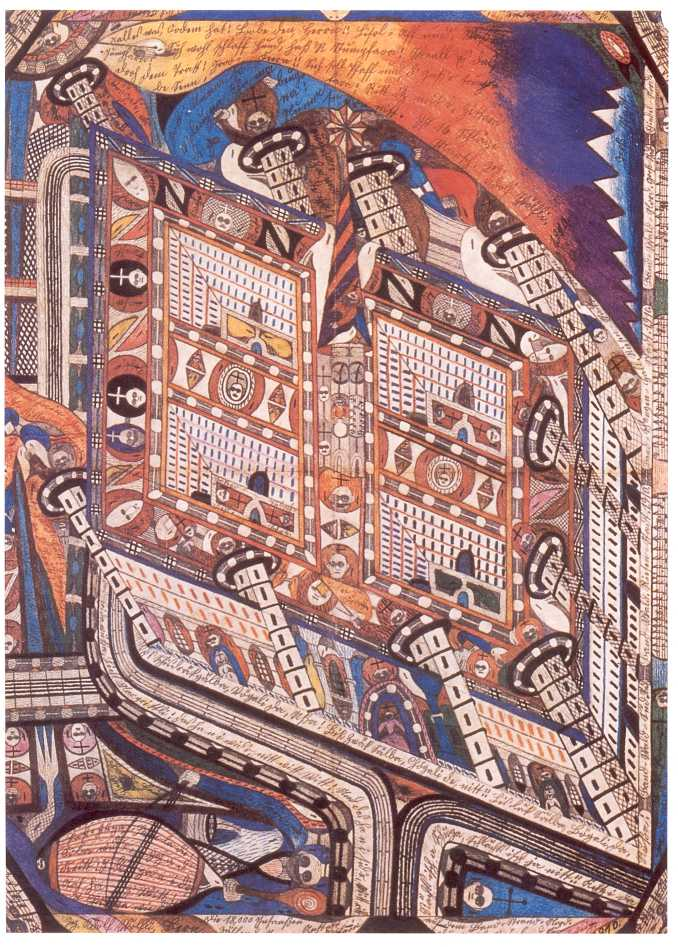
Adolf Wölfli, 1910

El término arte marginal (Outsider art en inglés) fue acuñado por el crítico de arte Roger Cardinal en 1972 traduciendo al inglés el concepto de Art Brut, que había sido concebido por el artista francés Jean Dubuffet para describir el arte creado fuera de los límites de la cultura oficial. Mientras que el término de Dubuffet era bastante específico, pues su interés se dirigía especialmente hacia las manifestaciones artísticas llevadas a cabo por pacientes de hospitales psiquiátricos, el término outsider art se hacía extensivo a los artistas autodidactas o naïf, aunque nunca hubiesen sido internados en una institución psiquiátrica. 
El artista marginal es por tanto aquel que desarrolla su labor creativa sin contacto alguno con las instituciones artísticas establecidas, respondiendo a una fuerte motivación intrínseca y haciendo uso frecuentemente de materiales y técnicas inéditos. 
Una gran parte del arte marginal refleja estados mentales extremos, idiosincrasias particulares o elaborados mundos de fantasía. 
Desde el año 2000 el Premio Europeo EUWARD, que galardona a artistas mentalmente discapacitados, viene proveyendo a este tipo de arte con un fórum internacional.
El Art Brut es un término acuñado en 1945 por Jean Dubuffet para referirse al arte creado por gentes ajenas al mundo artístico sin una formación académica. Dubuffet comenzó a reunir una colección de esta clase de obras y a divulgarlas por medio de exposiciones y de publicaciones después de la Segunda Guerra Mundial para quitarle a las obras el rótulo de arte de enfermos mentales.
Dubuffet afirmaba que todos llevamos un potencial creativo que las normas sociales actuales anulan. Esto se observa en las creaciones de personas que se mantienen al margen de la sociedad, tales como: internos de hospitales psiquiátricos, autodidactas, solitarios, inadaptados o ancianos. Desde 1945 Dubuffet recoge estas obras, fundando en 1948 la "Compagnie d´Art Brut" junto a André Breton, Michel Tapié y otros. La colección formada llega a las 5000 obras, que se exponen por primera vez en 1967 en el Museo de las Artes Decorativas de París, instalándose definitivamente en 1976 en el Château de Beaulieu de Lausana. La colección está formada en su mayoría por obras de enfermos psiquiátricos, generalmente esquizofrénicos; pese a ello, Dubuffet rechazó siempre la idea de "arte psiquiátrico" afirmando que "no existe un arte de los locos". El art brut constituye un aspecto fundamental del primitivismo (aunque se trate de una expresión muy revaluada en la actualidad) asumido a lo largo de todo el siglo XX por ciertos artistas que permanecen al margen de la modernidad.

## Origen
Desde mediados del siglo XX, expresiones como Art Brut y outsider art han alentado una distinción problemática entre el arte realizado por artistas profesionales y acreditados y el hecho por personas «al margen de la sociedad», en muchos casos enfermos mentales, delincuentes, visionarios, autodidactas y médiums, entre otros individuos presuntamente «excéntricos».
El interés por el arte marginal, o outsider art, ha seguido de cerca la evolución de la psiquiatría y los esfuerzos por comprender los misterios de la mente humana a finales del siglo XIX y comienzos del XX. Dentro de los círculos artísticos, artistas como Paul Klee y Pablo Picasso buscaron un arte espontáneo, no adulterado por el saber, en contraste con lo que para ellos era una tradición occidental excesivamente sofisticada y centrada en sí misma. Su interés creciente por el arte de los enfermos mentales coincidió con los «redescubrimientos» del arte tribal, el arte popular y los dibujos infantiles. Los expresionistas dieron prioridad a la intuición y la espontaneidad sobre la razón y el conocimiento, explorando las profundidades de la psique para la creatividad autónoma.
Las descripciones del arte marginal han tendido a basarse en factores sociológicos y psicológicos, y en la diferencia fundamental de los artistas respecto de una «norma» cultural dominante. Ese tipo de categorización es cada vez más discordante con la sensibilidad posmoderna. 
La aparición de la noción de Art Brut se inscribe de forma precisa en la revolución artística de principios del siglo XX. Marcado desde el siglo XVI en que se construye el mito del “buen salvaje”, el interés por el primitivismo se expande por toda Europa hacia 1890 y altera profundamente el pensamiento intelectual y estético. Los artistas sienten la necesidad de liberarse de la tradición y buscan valores y referencias nuevos. Delacroix se marcha a Oriente en busca de salvajismo y refinamiento, Gauguin se enamora de los esplendores de los mares del sur, Picasso se apasiona por extrañas producciones tribales y Kandinsky se maravilla ante la pureza de los grabados populares. 

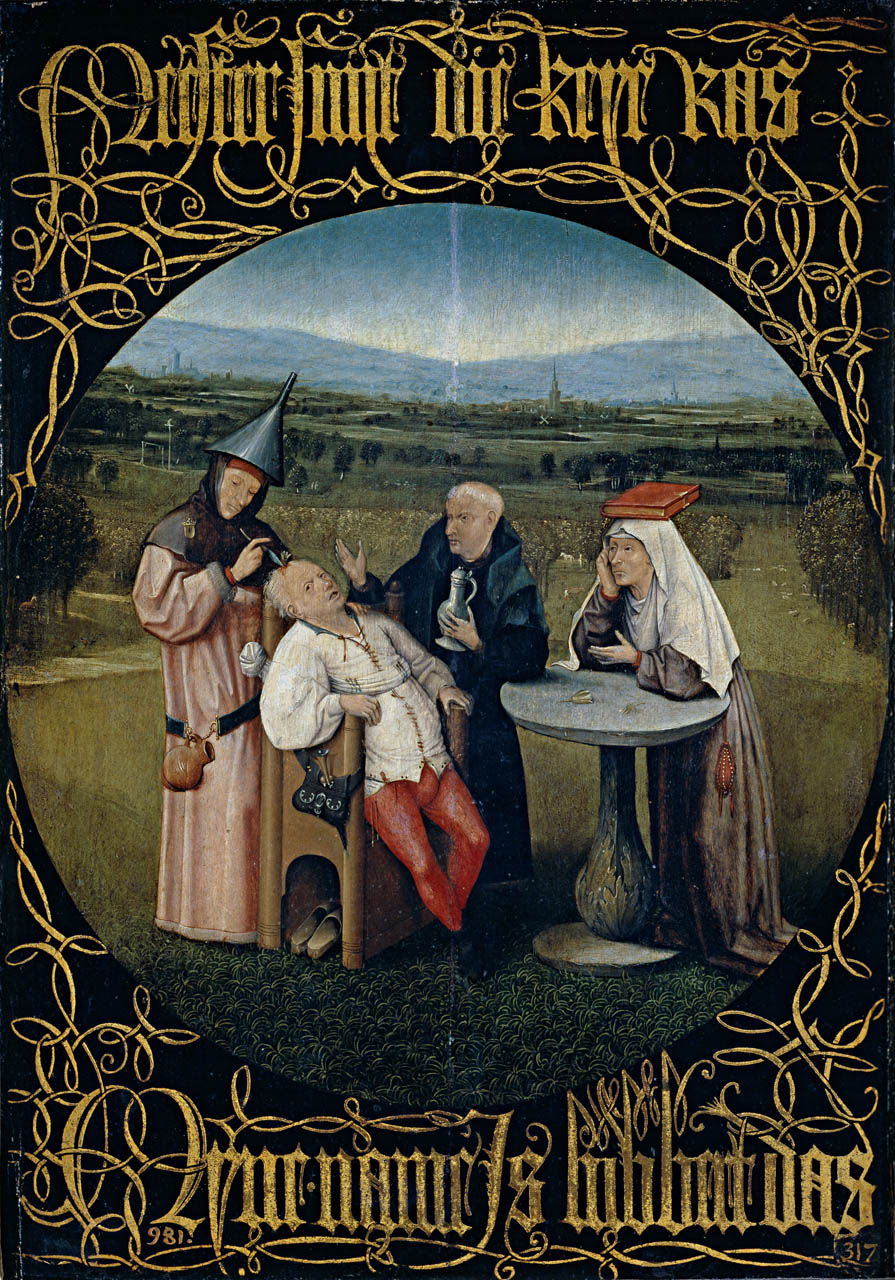
"Extracción de la piedra de la locura", El Bosco, 1475-1480.

 El exotismo, lo primitivo y el folklore favorecen, a diferentes niveles, un retorno a las fuentes liberadoras. Algunos artistas se orientan hacia otros polos de alteridad, con virtudes regeneradoras: la creación infantil, el arte espiritista y la producción de los asilos. Este entusiasmo por la alteridad ocupa un lugar determinante en la historia del Art Brut.

### Arte y locura
Posiblemente pueda hablarse de cierta asimilación entre otras nociones de arte y locura desde la antigüedad, pero la ligazón de estos dos conceptos se establecerá fundamentalmente con el romanticismo (finales del siglo XVIII), cuando en relación con el racionalismo ilustrado se exalta la fascinación por la locura como fuente de inspiración artística. Con el tiempo adquiriría un valor paradójico como sinónimo del genio creador, e incluso pasaría por ser piedra de toque de la originalidad artística. La asociación entre enfermedad mental y arte, en un sentido más estricto, empieza a establecerse a primeros del siglo XIX  con el desarrollo de la psiquiatría como disciplina autónoma, con el empeño de comprender los múltiples misterios de la mente humana. Las posturas de las vanguardias históricas, ponen un énfasis especial en los derroteros dadaístas y surrealistas, corrientes que ven en la locura una vía privilegiada hacia una creatividad libre de trabas que impone la civilización burguesa. 
Cualquier asociación del arte con la locura es sumamente problemática, pues no cabe duda de que el acceso psicótico puede ser una experiencia absolutamente perturbadora y extenuante; además, es de todo punto falso que la locura de por sí confiera talento artístico. Lo que vale la pena observar es que el nexo metafórico entre esas dos clases de «posesión», la condición psicótica y el trance creativo, ha sido tomado muy en serio por muchos practicantes del arte, así como por críticos de sus obras, y por lo tanto es un hecho cultural que no se puede soslayar.

## Características
La entera concepción de un Art Brut o arte marginal descansa, en efecto, sobre la premisa de un individuo creador que opera en gran medida despreocupado (e idealmente desinformado) de las expectativas de los demás. La interioridad es, en efecto, la clave de la mentalidad del auténtico marginal, cuya obra surge principalmente de imaginar y elucubrar. Navegando a golpe de intuición, el creador espontáneo solo atiende a su rumbo particular, y zarpa sin piloto en una dirección que prescinde alegremente de convencionalismos tales como las reglas de la perspectiva, la técnica «correcta» o los materiales tradicionales. Asumiendo el pleno control del proyecto formativo, el sujeto creador orquesta los contenidos psíquicos del mismo con arreglo a sus diseños personales, desarrollando un repertorio característico de motivos y elementos que pasan a ser los componentes de una arquitectura cerrada. Esa actividad autónoma y apasionada implica también un esfuerzo sostenido de auto-constitución y auto-consolidación, que equivale a un esfuerzo de auto-estabilización terapéutica. Ese es el sentido en el que la obra de arte afirma su existencia ante todo como refugio, ciudadela defensiva, nido íntimo. Más aún, puede entrañar una acentuación casi autista de lo privado sobre lo comunicativo, de suerte que el ocultamiento y los códigos secretos vengan a ser marcadores añadidos de un compromiso creativo intenso. Ese afán hermético puede alimentar un lenguaje acusadamente idiosincrático, que haga que todas las obras de un artista se vean como algo de una pieza, casi invariablemente reconocible como hecho por esa persona y constitutivo en su totalidad de un mundo privado o microcosmos personal. El estudioso de la estética Henri Focillon escribió (en el contexto de un análisis general de la forma artística) que «las relaciones formales que existen dentro de una obra y entre obras distintas componen un orden, una metáfora del universo». La característica inequívoca de los mejores artistas marginales estriba en estructurar un mundo alternativo integral, por así decirlo una cosmología propia.

## Dubuffet y Art Brut
"Claro que este arte está loco ¿Qué arte no es loco? Cuando no está loco no es arte"
Dubuffet

Para las ideas académicas tradicionales de lo bello, Jean Dubuffet fue implacable en su desdén. Rebelde inveterado, fustigó la idea de belleza por ser la antítesis de todo lo vital y estimulante. «la belleza es pura secreción de la cultura como los cálculos lo son del riñón», clama en su opúsculo de 1968 sobre lo que califica de «cultura asfixiante». La cultura oficial, sostiene, establece condiciones tan rígidas de apreciación y evaluación que sencillamente ahoga la invención y estigmatiza como carente de valor todo lo que no entre dentro de sus excluyente límites. Es mucho más sano, insiste, prescindir del concepto dictatorial de belleza, y en su lugar hablar de arte como algo «interesante, apasionante, capaz de sacudir el espíritu». 
El pintor francés Jean Dubuffet empieza sus prospecciones de obras marginales durante el verano de 1945. El término Art Brut se impone en su mente en julio de ese año, en el transcurso de sus viajes por Suiza y por Francia. Esta noción de Art Brut consiste en la ausencia de formación artística, ignorancia de toda tradición cultural, reinvención de las etapas del acto creador, elaboración de la obra en el anonimato y en el desarrollo autárquico de las producciones.

“Estoy convencido de que el arte es aquí más vivo y apasionante que las manifestaciones del aburrido arte oficial catalogado –aunque sea de vanguardia-“
Dubuffet

El eclecticismo que muestra Dubuffet a principios de la búsqueda, manifiesta que la “línea” del Art Brut no está claramente definida en su mente. Más tarde, terminará excluyendo de su programa el conjunto de obras pertenecientes al arte primitivo, el arte popular, el arte naif y el arte infantil. Así mismo, los autores que hayan tenido una formación artística, que fueron integrados a sus colecciones en un primer momento, serán apartados. Dubuffet se concentrará en creadores europeos y orientará sus pesquisas alrededor de los alienados y los aislados sociales. 

"El verdadero arte siempre está donde no se le espera. Allí donde nadie piensa en él ni pronuncia su nombre. El arte odia ser reconocido y saludado por su nombre. Se escapa enseguida. El arte es un personaje apasionadamente enamorado del incógnito. En cuanto alguien lo descubre, lo señala con el dedo, entonces se escapa dejando en su lugar un figurante laureado que lleva sobre sus hombros una gran pancarta en la que pone ARTE, que todo el mundo rocía enseguida con champaña y que los conferenciantes pasean de ciudad en ciudad con un aro en la nariz. […]¡ El verdadero señor Arte no hay peligro de que cargue con una pancarta! Por ello nadie lo reconoce".
Dubuffet

Dubuffet no se engaña hasta el punto de ver en toda producción de asilo una expresión artística de valor. No es la locura lo que crea al artista, el artista lo es a pesar de la locura. “El caso de un verdadero artista es casi tan raro en los locos como en la gente normal”. Además, Dubuffet ignora la locura en materia de expresión artística, afirmando que “no hay arte de los locos como no hay arte de los dispépticos o de los enfermos de la rodilla”. La definición de Art Brut no se fundamenta pues en el estado mental del creador. Para él, toda expresión artística verdadera implica necesariamente fiebre, tensión y violencia; se codea con la desviación y tiene algo de “delirio inspirado”. 

### El hogar y la compañía Art Brut
Inaugurado en 1947 en los sótanos de la galería René Drouin, en París, el hogar del Art Brut presenta, las figuras reales y principescas dibujadas por Aloïse, los sílex tallados de Juva y los bajo relieves esculpidos en corcho por Gironella. Las exposiciones del hogar tendrá un punto de subversión. Un año más tarde funda la Compañía del Art Brut junto con André Breton, Jean Paulhan, Charles Ratton, Henri-Pierre Roché, Michel Tapié y Edmond Bonsel.
Después de 10 meses en los sótanos de la galería, apoyado por un grupo de amigos-colaboradores, el hogar es transferido a un edificio no menos singular: un pequeño pabellón prestado por el editor Gastón Gallimard, situado en el corazón de París. Ellos establecen una política de abstención en cuanto a toda operación comercial, el carácter no lucrativo constituye una regla esencial según los fundadores. En 1949, la compañía organiza una gran exposición de Art Brut, en la galería René Drouin, en París. Dubuffet utiliza esta exposición y la publicidad que conlleva para llevar a cabo una ofensiva contra las instituciones: en el catálogo, firma un texto panfletario, que tiene valor de manifiesto, “El Art Brut preferido a las artes culturales”.  Asemeja el Art Brut a la contracultura, al contrapoder.

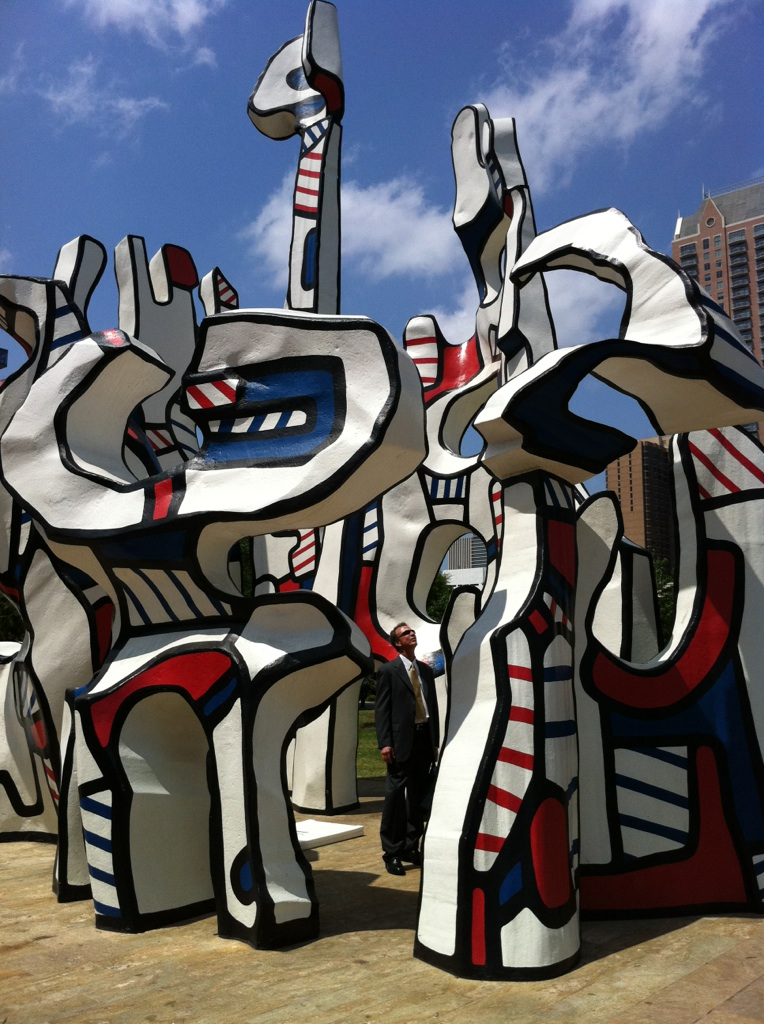
Ciclo de L’Hourloupe "Monument au fantôme" 1983, Interfirst Plaza, Houston, Texas (Estados Unidos).

En 1951 escribirá a Pierre Matisse “Dejo el Art Brut en espera; no quiero seguir absorto en esta empresa como lo he estado este año pasado; sólo quiero ocuparme de mi pintura, y por lo demás sumergirme en una buena tranquilidad apacible”. De este modo, abandonará su labor de coleccionista, y se centrará en su actividad artística. 
En esta época viajará a Nueva York invitado por el pintor americano Alfonso Ossioro quien le propone a Dubuffet instalar su colección en su lujosa residencia, donde esta colección vivirá un exilio new-yorquino de diez años. En 1962 expondrá su colección en la galería Daniel Cordier y Michel Warren… y después de la exposición las obras serán repatriadas a Francia, siguiendo la voluntad del artista.
De esta forma en 1962, la compañía del Art Brut renace en París, retomando las prospecciones que llevó a cabo en la época de la primera compañía, estableciendo su sede en un palacete que el propio artista adquiere en París. Vinculando este periodo con un año clave en la actividad artística del artista, elegirá una orientación radicalmente nueva, que dará paso al ciclo de “L’Hourloupe”  a través del que desarrollará un trabajo de dimensiones pictóricas, esculturales y monumentales.
Como en los tiempos de la primera compañía, el coleccionista decide guardar estas producciones bajo el signo de la confidencialidad, para preservarlas de toda corrupción. Aunque la visita al establecimiento sigue estando vetada al gran público, la entrada es permitida previa cita a las personas que muestran un real interés por este tipo de creaciones. Dubuffet califica intencionadamente el lugar de “laboratorio de estudios y de investigaciones”. En este retorno, se encuentra con nuevas dificultades para seguir ampliando su colección debidas a la creación de talleres donde se práctica la arte-terapia, donde el objetivo que persiguen es, conducir al enfermo de vuelta a las convenciones comúnmente admitidas y es pues una acción que se ejerce en sentido contrario a la producción de Art Brut.
A pesar de su aversión por las instituciones museísticas, en 1967, Dubuffet consiente en exponer las producciones por las que siente el mayor respeto en el museo de las Artes Decorativas, en París, donde presenta una selección de las cinco mil piezas de la colección, ejecutadas por unos doscientos artistas. Con esta exposición su intención no es buscar la consagración de estos trabajos, sino la de crear polémica. Dubuffet considera esa exposición como su misión más bella y su atentado más bello.

#### “Collection de L’Art Brut”
En 1976 será inaugurada la “Collection de L’Art Brut” en la ciudad de Lausana, Suiza. A través de este hecho el artista se verá inmerso en sus propias contradicciones, aunque será una recopilación de obras bajo la idea de anti-museo. La instalación de la misma en la ciudad suiza le parece a Dubuffet un justo retorno a las fuentes: no solo empezaron en Suiza sus pesquisas en 1945, sino que varios creadores importantes son de origen Helvético o han vivido en el país: Wölfli, Müller, Aloïse, el Prisionero de Bâle, Jules Doudin, los pacientes del Dr. Ladame, entre otros. Además Suiza le inspira confianza: “Parece […] reinar en Suiza más que en otra parte una disposición para abordar producciones de arte desprovistas de patentes, con todo el frescor de la mirada, haciendo intervenir menos que en otras partes, las incidencias de notoriedad de los autores, del prestigio y de la competición. [...] El condicionamiento cultural es allí, parece ser, un poco menos apremiante que en otras naciones y el juicio personal más respetado”. 
En esta colección los autores de Art Brut se distinguen de los artistas consagrados: se les denomina como “autores” o “personas” y sus creaciones se califican de “labores” o “trabajos”. Este vocabulario se desmarca de la terminología institucional que pone de relieve a los “maestros” y sus “obras maestras”. Dubuffet elige intencionadamente una semántica de la disidencia. Autodidactas, los creadores son definidos como “personas extranjeras a la cultura y que no han recibido de ella ninguna información ni influencia”. Su ignorancia de la escena artística es, según ellos, altamente benéfica, ya que lleva a cada uno de ellos a inventar totalmente el conjunto de su procedimiento creador.

## Exposiciones
En 1900 el hospital londinense de Bethlm montará la primera exposición de arte psicótico de la que se tiene constancia, exposición que se repite en el mismo centro en 1913 y que tiene lugar inmediatamente después de otra exposición celebrada también en Londres bajo el título de Postimpresionistas, donde se muestran obras de autores como van Gogh, Matisse o Picasso, lo que da lugar a cierta controversia en los medios conservadores, ya que aprovecharán la coincidencia para ridiculizar el arte moderno.
En 1911, en Múnich, el grupo expresionista Der Blaue Reiter expondrá junto a sus obras trabajos realizados por enfermos mentales.
En 1919, Max Ernst se interesa por la producción de los enfermos mentales decidiéndose a adentrarse por los espacios situados en los confines de la locura, lo que le lleva a publicar Bulletin D, un catálogo de una exposición organizada con Baargeld en Colonia que contiene obras suyas mezcladas con obras de enfermos mentales y de analfabetos así como “objects trouvés”.
También cabe destacar la exposición celebrada en el Geberwe museum de Bale en 1929 y en el Museo de Arte e Historia de Ginebra en 1930. O las organizadas en el curso de distintos congresos, una de ellas, titulada Exposición sobre plástica psicopatológica, que tiene lugar en Madrid en 1935.

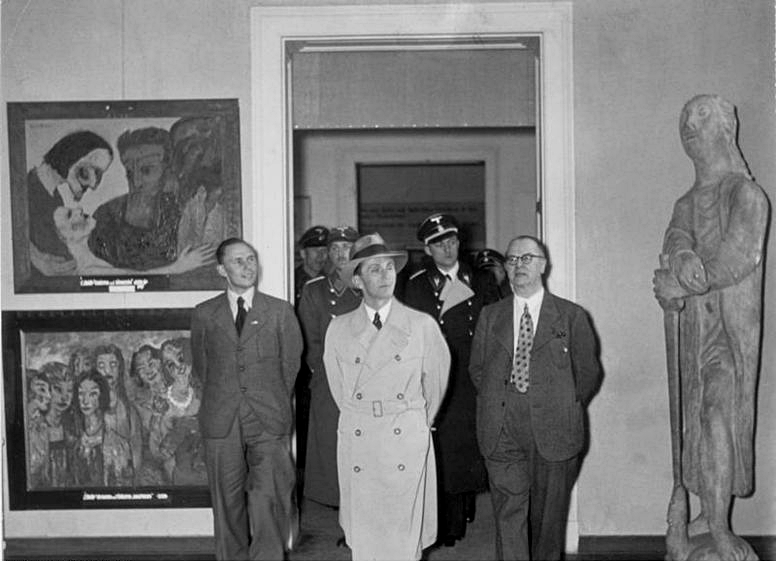
Entartete Kunst, Alemania, 1937.

Hay que citar la instigada por los nacional-socialistas en Alemania en 1937, Entartete Kunst («Arte degenerado»), que presentaba obras de artistas conocidos, como Paul Klee, Oscar Kokoschka y Wassily Kandinsky, junto a otras de enfermos mentales tomada de la Colección Prinzhorn de Heidelberg. La intención era desacreditar a la vanguardia llamando la atención sobre sus similitudes con el arte de los «locos». 
En 1946 y 1950, en el marco del primer congreso mundial de psiquiatría, se pueden visitar en el hospital de Sainte-Anne, en París unas muestras que reúnen más de mil quinientas obras provenientes de colecciones y talleres de diecisiete países.
Ejemplos más reciente han sido en 1972, la documenta 5 de Kassel, donde se exhibió a Wölfli al lado de Georg Baselitz, Joseph Beuys y A. R. Penck y documenta 6 en 1977 con Nam June Paik y Wolf Vostell. En 1980, “Paris-Paris 1937-1957” en el Centro Pompidou de París
En 1992 Parallel Visions: Modern Artists and Outsider Art en el Los Ángeles Country Museum of Art y el Museo Nacional Centro de Arte Reina Sofía de Madrid. 
O la Fundación la Caixa de Madrid en el 2006 con “Mundos interiores al descubierto”.

## Colecciones
Desde comienzos de siglo XIX, en un contexto de reforma de las instituciones médicas que entre otras cosas propone la creación de asilos públicos para locos, algunos alienistas se ponen a coleccionar estas muestras de genio en un principio simplemente como piezas extrañas, curiosas, que desde mediados de ese mismo siglo, con el desarrollo de la psiquiatría como disciplina autónoma, se convierten en instrumentos clínicos para el diagnóstico estableciendo correlaciones entre ciertos caracteres formales y estilísticos de la obra de los enfermos y las diferentes formas de enfermedad mental. 
Las primeras colecciones las hicieron médicos adscritos a clínicas psiquiátricas, y se concentraron en obras de pacientes, por una doble razón. Considerados como medio de diagnóstico, los dibujos de pacientes psiquiátricos eran, para algunos médicos, una ruta de acceso a las actividades del alma humana más directa que nada de lo que pudieran manifestar verbalmente. Los dibujos de enfermos mentales presentaban además ciertas características comunes que los hacían útiles como parte de la «topografía» necesaria para establecer una sintomatología de la enfermedad mental que resultara efectiva y de aplicación general. El principio subyacente era que, si bien las pautas de comportamiento podían diferir mucho, las mentes eran iguales en lo fundamental.
El primer autor que se refiere a las obras de los enfermos como verdadero arte es Pinel Benjamin Rush, fundador de la primera colección de arte psiquiátrico del mundo, fechada en 1812, cuando empieza a coleccionar trabajos realizados por enfermos del hospital de Filadelfia donde trabaja.
Hacia 1890 el médico y criminólogo italiano Lombroso inicia una colección de trabajos artístico de enfermos mentales que comprende tanto dibujos como pinturas y muebles, y para la que abre un espacio expositivo que puede visitarse hoy en día en el Museo de Antropología de Turín.
El primer museo dedicado a este tipo de arte fue inaugurado en 1905 por el médico jefe de la clínica de Villejuif en Francia, Auguste Marie, para el que trabajaba Paul Meunier. Además, Marie publicó un artículo con numerosas ilustraciones en una revista divulgativa con motivo de la apertura de su “Musée de la folie”. 

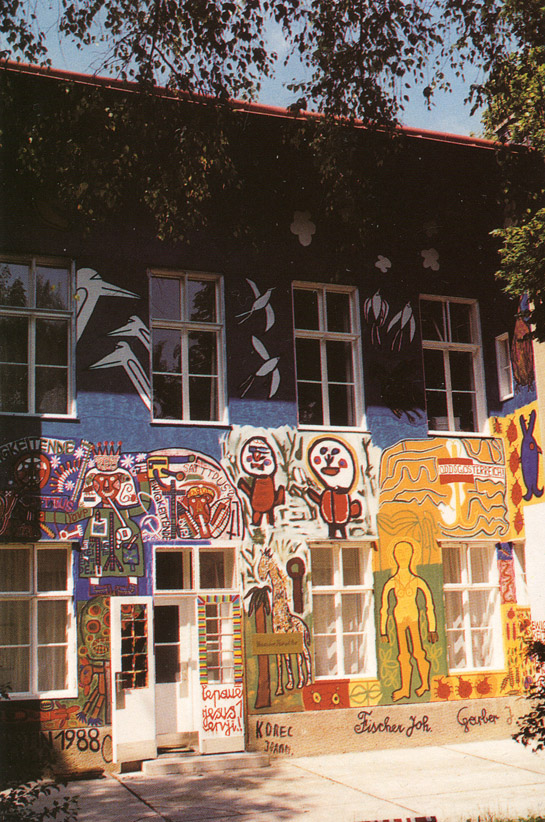
Art Brut Center Guggin, Viena.

El hospital universitario de Heidelberg posee un depósito de obras de arte de enfermos mentales que aparece mencionado por primera vez en 1906, habiéndolo iniciado Emil Kraepelin en su etapa como director de la clínica, entre 1890 y 1903. En 1919 hace su entrada el siguiente eslabón de esta cadena de alienistas con inquietudes artísticas, Hans Prinzhorn, psiquiatra, historiador del arte y filósofo alemán, que por orden de Kart Wilmanns, desde 1918 director del Hospital de Heidelberg, reúne las pinturas de los locos del centro en una colección para transformarla en un “museo de arte patológico”. Su interés por las obras de arte de los enfermos mentales estaba mucho más determinado por lo que en ellas había de artístico precisamente, que de enfermizo. El hecho es que Prizhorn solo permaneció dos años en la clínica de Heidelberg, pero en tan corto espacio de tiempo logró expandir notablemente y sistematizar la colección representativa de material visual que poseía la universidad. Lo que es más importante, pudo completar el trabajo de fondo para el libreo que todavía hoy se considera seminal para el estudio del arte de los alienados, Bildnerei der Geisteskraken, que por primera vez se difundió como publicación académica en 1922.
La atmósfera de los talleres de arte-terapia provocará una devaluación artística generalizada (que Dubuffet criticará) en cuanto al arte demente, pues la intervención de los terapeutas en los procesos de creación coarta la libertad artística del autor, neutraliza la espontaneidad, el compromiso personal y el espíritu contestatario. Pero más allá de esta apreciación, se abrirán multitud de centros dedicados al estudio, exposición y creación de este tipo de arte, llegando a crear grandes colecciones.  En este terreno nos encontramos el “Centre de recherche et de diffusion sur l’art en marge” en Bruselas, proveniente del Art & marges; el Créahm (Créativité et Handicap Mentale) en Lieja, que hoy cuenta con filiales en ciudades como Bruselas, Friburgo y Provence, además del museo MAD (Musée de art différencié).  El “Centre de la Pommeraie” en Bélgica; el centro del hospital San Giacomo en Verona o el Creative Growth Art Center de Callifornia, donde encontramos los ya famosos casos de Dwight Mackintosh y Judith Scott. También podemos citar el famoso Art Brut Centre Gugging en Viena.

## Artistas marginales famosos
- Nek Chand (n. 1924)
- Ferdinand Cheval (1836-1924)
- Armando Reverón (1889-1954)
- Henry Darger (1892-1973)

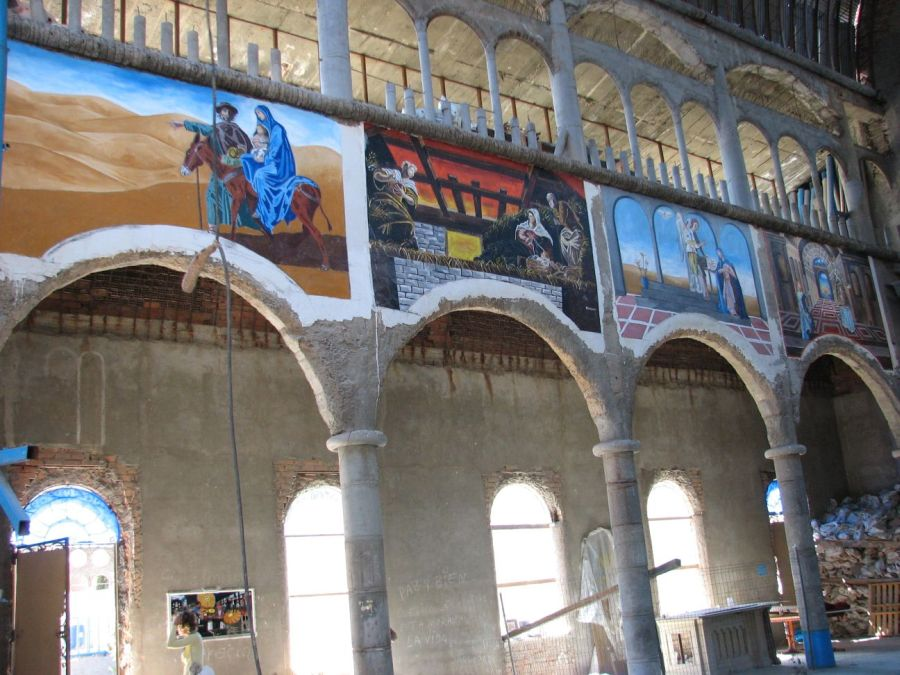
Interior de la Catedral de Justo Gallego, Murales del artista Carlos Romano.

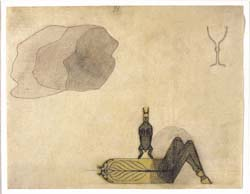
Weltachse mit Haase, de August Natterer, 1919.

- Justo Gallego Martínez (1925 - 2021)
- Madge Gill (1882-1961)
- James Hampton (1909-1964)
- Alexandre Lobanov (1924-2003)
- Paul Salvador Oroverde (1960)
- Martín Ramírez (1895-1963)
- Achilles Rizzoli (1896-1981)
- Carlo Zinelli (1916-1974)
- Eugenio Santoro (1920-2006)
- Miroslav Tichý (1926-2011)
- Fernando Oreste Nannetti (1927-1994)
- Adolf Wölfli (1864-1930)
- Markus Meurer (n. 1959)
- Josep Pujiula (1937-2016)
- Judith Scott (1943-2005)
- Carlos Salazar Gutiérrez (Salaguti)
- Maurizio Nazzaretto

## PintoresArt brut
- Adolf Wölfli (1864-1930)
- Joseph Crépin (1875-1948)
- Augustin Lesage (1876-1954)
- Aloïse Corbaz (1886-1964)
- Jean Dubuffet (1901-1985)
- Robert Tatin (1902-1983)
- Gaston Chaissac (1910-1964)
- Ossorio (1916-1990)
- Tarcisio Merati (1934-1995)
- Susana Noriega, (n. 1952)
- René Chomeaux, llamado Chomo (n. 1924)
- Paul Salvador Oroverde (n. 1960)
- Claudine Loquen (n. 1965)
- Sara Fitta (1977)
- Javier Karad
- Judith Scott
- Donald Mitchell
- Cecilia García
- Ataa Oko
- Laure Pigeon (1882-1965)
- Reinhold Metz (1942)
- Antoni Tàpies
- Martín Ramírez (1895-1963)
- Marzio Lowe